# Čmelák klamavý
Čmelák klamavý (Bombus confusus) je druh čmeláka, který se vyskytuje ve střední Evropě a dále na východ až k Černému moři. V Česku se jedná o kriticky ohrožený druh.

## Popis
Od ostatních evropských čmeláků se odlišuje krátkým a rovnoměrným ochlupením. Jako jediný evropský čmelák také hájí svá teritoria, kde čeká na mladé samičky.
Z morfologického hlediska mají samci výrazně zvětšené oči a čelní zónu. To může poskytovat zlepšení prostorové orientace a citlivosti na kontrast. Vědci se domnívají, že to může mít pravděpodobnou souvislost s pářením jedinců.

## Stanoviště
Ideálním biotopem jsou otevřené suché trávníky různého typu s nízkými keři s pestrou vegetací bylin a s kontinuální pastvou či jinak narušenou a disturbovanou vegetací.
Daří se jim tam, kde mají ideálně po celou sezonu velké množství bobovitých rostlin. Celoplošné seče jim berou potravu, proto se jim daří tam, kde se hospodaří mozaikovou sečí. Ohrožuje je změna klimatu a užívání pesticidů. Taktéž ohrožující je pro tento druh změna hospodaření, zánik, zarůstání či zalesňování vhodných biotopů. Optimální je o dané biotopy kontinuálně pečovat a vytvářet disturbanční zásahy, které podporují vývoj vhodné bylinné skladby. Pravděpodobně je vhodné občasné shrnutí drnu. Na skalnatých biotopech je vhodné v rámci péče o tento druh čmeláka provozovat extenzivní pastvu a vyřezávat dřeviny.
Hnízdí v hrabance i v opuštěných zemních chodbách od hlodavců.

## Potrava
Dospělci se živí nektarem z kvetoucích rostlin. Larvy jsou krmeny pylem a nektarem z různých druhů rostlin.

## Rozmnožování
Dle pozorovaného chování samec samičky vyhledává vizuálně. Dle dosavadních studií je potvrzeno, že kromě vizuálního vyhledávání k přitahování samic používají samci taktéž sekret z labiálních žláz.